# Continuación de la Historia del admirable Don Quijote de la Mancha
Continuación de la Historia del admirable Don Quijote de la Mancha, continuación francesa de Don Quijote de la Mancha, escrita por el célebre escritor Robert Challe. 
En esta obra, publicada por primera vez en 1713, se prosigue la acción de la primera y segunda parte de la Historia del admirable don Quijote de la Mancha, escritas por Francois Filleau de Saint-Martin. Challe trata con profundo respeto la figura del protagonista, que mantiene siempre una gran dignidad y da muestras de su sabiduría y hombría de bien. Por el contrario, el Sancho Panza de Challe es, como el de Alonso Fernández de Avellaneda, rústico, glotón y estúpido y se deja también tentar por la bebida y la lujuria.

## Argumento
La obra se inicia con la conclusión de la historia de dos jóvenes franceses, Silvia y Sainville, llegados a España después de una complicada serie de incidentes, que había quedado súbitamente interrumpida en el Quijote de Filleau de Saint-Martin. Sigue después una serie de aventuras de Don Quijote y Sancho Panza en el castillo de unos aristócratas españoles, donde también se encuentran personajes del Quijote cervantino, como Don Fernando, Dorotea y los Duques. Al castillo llegan también Teresa Panza y el ama y la sobrina de Don Quijote.
Después de organizar variadas aventuras para Don Quijote y Sancho, los Duques preparan para el héroe manchego el supuesto desencantamiento de Dulcinea del Toboso. Con este propósito hacen venir a su castillo a Aldonza Lorenzo, que es ya mujer casada, y se aviene a desempeñar el papel de Dulcinea con el propósito de coadyuvar a que Don Quijote recupere la razón. Después del supuesto desencantamiento, se anuncia que Dulcinea se hará monja, como resultado de un voto supuestamente hecho durante su cautiverio. Don Quijote, presa de una honda depresión, decide volver a su aldea con Sancho Panza.
El libro concluye con la muerte de Don Quijote, ocurrida como consecuencia de haber bebido agua de un manantial en las proximidades de su aldea, que creía que era la fuente del Olvido.
Al igual que hace el Quijote cervantino con El curioso impertinente y el Quijote de Alonso Fernández de Avellaneda con el cuento de El Rico desesperado y la historia de Los felices amantes, la obra de Challe incluye dos pequeñas novelas sin conexión con el argumento principal, llamadas El celoso engañado y El marido prudente.
La tabla de capítulos de la Continuación de Challe es la siguiente.

## Libro Tercero
CAP. 33.- Cómo se descubrieron estas nuevas aventuras que se dan al público.
CAP. 34.- De la llegada de varios personajes a la posada. Quiénes eran esas personas. Nueva hazaña de Don Quijote. Sangrientos combates.
CAP. 35.- De la vuelta ridícula y maligna que hizo Parafaragaramus al caballero Sancho, y de los acontecimientos tristes que le siguieron.
CAP. 36.- Continuación de la historia de Silvia y Sainville.
CAP. 37.- De los corteses ofrecimientos que hizo el duque de Alburquerque a las damas francesas; del reconocimiento de Valerio y Sainville, y de la conversación particular que Don Quijote tuvo con Sancho.
CAP. 38.- De la llegada del duque de Medoc, y de la conmovedora muerte de Deshayes.
CAP. 39.- Del gran proyecto que ideó el duque de Medoc, y en el cual entró Don Quijote con más alegría que Sancho.
CAP. 40.- De las armas encantadas que los dos caballeros recibieron de Parafagaramus, junto con caballos infatigables.
CAP. 41.- Don Quijote y Sancho se arman para ir a combatir a los bandidos. Estos dos caballeros hacen acciones inauditas de valor.
CAP. 42.- Cómo Don Quijote salvó la vida a la duquesa de Medoc. Nuevas hazañas de los dos caballeros.
CAP. 43.- Del accidente que ocurrió al caballero Sancho al disparar un arma de fuego. Remedio peor que el mal.
CAP. 44.- De lo que pasó en el castillo después de esta expedición.
CAP. 45.- Porqué el ama de una posada vecina venía a menudo a demandar nuevas de Sainville y Silvia.
CAP. 46.- Porqué Sancho perdió sus armas encantadas, y del terrible combate que debió sostener para recobrarlas.
CAP. 47.- Continuación agradable de la victoria conseguida por el caballero sancho, y del proyecto que formó Don Quijote para hacerlo arrepentirse de su indiscreción.
CAP. 48.- Del combate de Don Quijote contra Sancho y del fin que tuvo.
CAP. 49.- Magnífica comida. Aparición de un nuevo encantador. Desafío hecho a Don Quijote y lo que sucedió.
CAP. 50.- Disertación sobre la diversa manera de amar de los españoles y los franceses.
CAP. 51.- El celoso engañado, historia.

## Libro Cuarto
CAP. 52.- El marido prudente, Historia.
CAP. 53.- Bella moral del señor Don Quijote.
CAP. 54.- Partida de la compañía. Cómo Sancho hizo callar al cura. Diversas aventuras ocurridas a este infortunado caballero.
CAP. 55.- Don Quijote y Sancho van a la cueva de Montesionos. Lo que allí vieron y cómo se hizo el desencanto de Dulcinea.
CAP. 56.- De lo que siguió al desencanto de Dulcinea.
CAP. 57.- De la magnífica comida en que se halló Don Quijote, y del bello y largo discurso que allí pronunció.
CAP. 58.- De las cosas tristes y agradables que Parafaragaramus hizo saber al caballero de la Mancha.
CAP. 59.- De lo que pasó en el castillo de los duques de Medoc tras la partida de Dulcinea, y de cómo Sancho recibió a su esposa, a quien la duquesa de medoc hizo venir al castillo.
CAP. 60.- De la aventuar que sucesión al desventurado Sancho poco después de salir del castillo del duque de Medoc, y de otras varias cosas que no son de gran consecuencia.
CAP. 61.- Cómo Don Quijote y Sancho salieron del castillo para retornar a su casa; de lo que les sucedió en el camino. Muerte de Don Quijote, y lo que siguió.